# Дно-III
Дно-III (551 километр) — остановочный пункт на Бологое-Псковской линии Октябрьской железной дороги в границах станции Дно, самый восточный парк станции. Расположена в Дновском районе Псковской области. Рядом расположен город Дно, деревня Филиппково, посёлки Паклинский и Дачное, а также о. п. 242 км - Нефтебаза, куда возможна пешая пересадка.
Точное время появления неизвестно, однако на карте 1943-44 года станция Дно-3 уже обозначена.
Расстояние до станции Дно - 4 километра, до станции Бологое-Московское - 253 километра.
На платформе отсутствует касса, однако есть несколько построек хозяйственного назначения. Содержит в себе 6 путей и ещё один подъездной; через саму платформу проходят только три из них.
Выполняется только посадка/высадка на поезда пригородного и местного сообщения. Пригородное сообщение представлено двумя парами поездов Дно - Морино раз в неделю. Поезда дальнего следования не останавливаются.